# Роз'їзд 60
Роз'ї́зд 60 (каз. рзд.60) — село у складі Жезказганської міської адміністрації Улитауської області Казахстану. Входить до складу Кенгірського сільського округу.
У радянські часи селище називалось Роз'їзд № 60.
Населення — 18 осіб (2021; 51 у 2009).